# Gare de Gazinet-Cestas
Gare de Gazinet-Cestas vasútállomás Franciaországban, Cestas településen.

## Vasútvonalak
Az állomást az alábbi vasútvonalak érintik:
- Bordeaux–Irun-vasútvonal

## Kapcsolódó állomások
A vasútállomáshoz az alábbi állomások vannak a legközelebb:
- Gare de Pessac-Alouette (Gare de Libourne, F41)
- Gare de Marcheprime (Gare d’Arcachon, F41)
- Gare de Pierroton